# Natação no Campeonato Mundial de Esportes Aquáticos de 2024 - 100 m peito feminino

A prova dos 100 metros peito feminino da natação no Campeonato Mundial de Esportes Aquáticos de 2024 foi realizada nos dias 12 e 13 de fevereiro de 2024 em Doha, no Catar.

## Formato da competição
A competição consiste em três rodadas: eliminatórias, semifinais e final. As nadadoras com os 16 melhores tempos nas baterias preliminares avançam as semifinais. Já as nadadoras com os 8 melhores tempos nas semifinais avançam a final. Desempates (swim-offs) são utilizados conforme necessário para quebrar os empates de avanço a próxima rodada.

## Cronograma
Todos os horários estão na hora local (UTC+3).
| Data            | Hora  | Evento        |
| --------------- | ----- | ------------- |
| 12 de fevereiro | 10:04 | Eliminatórias |
| 12 de fevereiro | 19:28 | Semifinais    |
| 13 de fevereiro | 20:45 | Final         |

## Recordes
Antes desta competição, os recordes mundiais e do campeonato nesta prova eram os seguintes:
| Tipo                  | Atleta     | Tempo     | Local     | Data                |
| --------------------- | ---------- | --------- | --------- | ------------------- |
|                       | Lilly King | 1m 04s 13 | Budapeste | 25 de julho de 2017 |
| Recorde do campeonato | Lilly King | 1m 04s 13 | Budapeste | 25 de julho de 2017 |

## Medalhistas
| Ouro                  | Prata                        | Bronze                      |
| Tang Qianting · China | Tes Schouten · Países Baixos | Siobhán Haughey · Hong Kong |

## Resultados

### Eliminatórias
Esses foram os resultados das eliminatórias. A prova foi realizada no dia 12 de fevereiro com início às 10:04.
| Pos. | Bateria | Raia | Nadadora              | Nacionalidade                   | Tempo   | Notas |
| ---- | ------- | ---- | --------------------- | ------------------------------- | ------- | ----- |
| 1    | 5       | 7    | Tang Qianting         | China                           | 1:06.16 | Q     |
| 2    | 4       | 4    | Tes Schouten          | Países Baixos                   | 1:06.46 | Q     |
| 3    | 5       | 4    | Mona McSharry         | Irlanda                         | 1:06.49 | Q     |
| 4    | 6       | 7    | Alina Zmushka         | Atletas Independentes Neutros   | 1:06.77 | Q     |
| 5    | 5       | 3    | Yang Chang            | China                           | 1:06.80 | Q     |
| 6    | 6       | 2    | Kotryna Teterevkova   | Lituânia                        | 1:06.85 | Q     |
| 7    | 6       | 3    | Letitia Sim           | Singapura                       | 1:06.97 | Q     |
| 8    | 6       | 6    | Dominika Sztandera    | Polónia                         | 1:07.17 | Q     |
| 9    | 4       | 5    | Sophie Hansson        | Suécia                          | 1:07.19 | Q     |
| 10   | 6       | 5    | Benedetta Pilato      | Itália                          | 1:07.24 | Q     |
| 11   | 5       | 1    | Sophie Angus          | Canadá                          | 1:07.37 | Q     |
| 12   | 5       | 5    | Siobhán Haughey       | Hong Kong                       | 1:07.41 | Q     |
| 13   | 4       | 3    | Arianna Castogiloni   | Itália                          | 1:07.48 | Q     |
| 14   | 4       | 6    | Macarena Ceballos     | Argentina                       | 1:07.61 | Q     |
| 14   | 5       | 6    | Lara van Niekerk      | África do Sul                   | 1:07.61 | Q     |
| 16   | 4       | 2    | Lisa Mamié            | Suíça                           | 1:07.75 | Q     |
| 17   | 6       | 4    | Rūta Meilutytė        | Lituânia                        | 1:07.79 |       |
| 18   | 6       | 1    | Piper Enge            | Estados Unidos                  | 1:08.14 |       |
| 19   | 4       | 1    | Ida Hulkko            | Finlândia                       | 1:08.21 |       |
| 20   | 6       | 8    | Stefanía Gómez        | Colômbia                        | 1:08.67 |       |
| 21   | 4       | 7    | Jimena Ruiz           | Espanha                         | 1:08.74 |       |
| 22   | 4       | 0    | Ana Blažević          | Croácia                         | 1:08.88 |       |
| 23   | 4       | 8    | Melissa Rodríguez     | México                          | 1:08.91 |       |
| 24   | 3       | 5    | Kristýna Horská       | Chéquia                         | 1:08.95 |       |
| 25   | 5       | 2    | Abbey Harkin          | Austrália                       | 1:09.01 |       |
| 26   | 3       | 8    | Thanya Dela Cruz      | Filipinas                       | 1:09.12 |       |
| 27   | 5       | 8    | Ana Rodrigues         | Portugal                        | 1:09.82 |       |
| 28   | 3       | 4    | Moon Su-a             | Coreia do Sul                   | 1:09.93 |       |
| 29   | 3       | 3    | Emily Santos          | Panamá                          | 1:09.96 |       |
| 30   | 3       | 2    | Adelaida Pchelintseva | Cazaquistão                     | 1:10.16 |       |
| 31   | 5       | 9    | Silje Slyngstadli     | Noruega                         | 1:10.42 |       |
| 32   | 6       | 0    | Lin Pei-wun           | Taipé Chinesa                   | 1:10.77 |       |
| 33   | 5       | 0    | Ana Carolina Vieira   | Brasil                          | 1:10.83 |       |
| 34   | 3       | 0    | Lanihei Connolly      | Ilhas Cook                      | 1:10.87 |       |
| 35   | 3       | 6    | Phee Jinq En          | Malásia                         | 1:11.31 |       |
| 36   | 6       | 9    | Tara Vovk             | Eslovênia                       | 1:11.81 |       |
| 37   | 3       | 1    | Chen Pui Lam          | Macau                           | 1:12.08 |       |
| 38   | 2       | 4    | Rhanishka Gibbs       | Bahamas                         | 1:12.27 |       |
| 39   | 3       | 7    | Nicole Frank          | Uruguai                         | 1:12.81 |       |
| 40   | 2       | 2    | Marina Abu Shamaleh   | Palestina                       | 1:14.15 |       |
| 41   | 1       | 6    | Tessa Ip Hen Cheung   | Ilhas Maurícias                 | 1:14.25 |       |
| 42   | 3       | 9    | Imane El Barodi       | Marrocos                        | 1:14.55 |       |
| 43   | 2       | 3    | Ellie Shaw            | Antilhas Holandesas             | 1:15.20 |       |
| 44   | 2       | 5    | Kelera Mudunasoko     | Fiji                            | 1:15.64 |       |
| 45   | 2       | 6    | Tara Aloul            | Jordânia                        | 1:15.87 |       |
| 46   | 2       | 7    | Naiara Roca           | Bolívia                         | 1:16.41 |       |
| 47   | 2       | 1    | Lara Dashti           | Kuwait                          | 1:18.83 |       |
| 48   | 2       | 8    | Maria Battalones      | Marianas Setentrionais          | 1:19.79 |       |
| 49   | 1       | 5    | Hayley Wong           | Brunei                          | 1:20.28 |       |
| 50   | 2       | 0    | Makelyta Singsombath  | Laos                            | 1:23.98 |       |
| 51   | 2       | 9    | Taeyanna Adams        | Estados Federados da Micronésia | 1:24.70 |       |
| 52   | 1       | 3    | Troya Pina            | Cabo Verde                      | 1:25.17 |       |
| 53   | 1       | 4    | Mariama Touré         | Guiné                           | 1:37.98 |       |
| –    | 4       | 9    | Martina Bukvić        | Sérvia                          | DNS     | DNS   |

### Semifinais
Esses foram os resultados das semifinais. A prova foi realizada no dia 12 de fevereiro com início às 19:28.
| Pos. | Bateria | Raia | Nadadora            | Nacionalidade                 | Tempo   | Notas |
| ---- | ------- | ---- | ------------------- | ----------------------------- | ------- | ----- |
| 1    | 2       | 4    | Tang Qianting       | China                         | 1:05.36 | Q     |
| 2    | 2       | 5    | Mona McSharry       | Irlanda                       | 1:06.11 | Q     |
| 3    | 2       | 3    | Yang Chang          | China                         | 1:06.27 | Q     |
| 4    | 1       | 4    | Tes Schouten        | Países Baixos                 | 1:06.30 | Q     |
| 5    | 1       | 7    | Siobhán Haughey     | Hong Kong                     | 1:06.41 | Q     |
| 6    | 1       | 5    | Alina Zmushka       | Atletas Independentes Neutros | 1:06.53 | Q     |
| 7    | 1       | 3    | Kotryna Teterevkova | Lituânia                      | 1:06.61 | Q     |
| 8    | 2       | 7    | Sophie Angus        | Canadá                        | 1:06.66 | Q     |
| 9    | 1       | 2    | Benedetta Pilato    | Itália                        | 1:06.70 |       |
| 10   | 2       | 2    | Sophie Hansson      | Suécia                        | 1:06.78 |       |
| 11   | 2       | 6    | Letitia Sim         | Singapura                     | 1:07.14 |       |
| 12   | 1       | 6    | Dominika Sztandera  | Polónia                       | 1:07.20 |       |
| 13   | 2       | 8    | Lara van Niekerk    | África do Sul                 | 1:07.25 |       |
| 14   | 1       | 8    | Lisa Mamié          | Suíça                         | 1:07.48 |       |
| 15   | 1       | 1    | Macarena Ceballos   | Argentina                     | 1:07.49 |       |
| 16   | 2       | 1    | Arianna Castogiloni | Itália                        | 1:07.57 |       |

### Final
A final foi realizada em 13 de fevereiro às 20:45.
| Pos.              | Raia | Nadadora            | Nacionalidade                 | Tempo   | Notas            |
| ----------------- | ---- | ------------------- | ----------------------------- | ------- | ---------------- |
| Medalha de ouro   | 4    | Tang Qianting       | China                         | 1:05.27 | Recorde nacional |
| Medalha de prata  | 6    | Tes Schouten        | Países Baixos                 | 1:05.82 |                  |
| Medalha de bronze | 2    | Siobhán Haughey     | Hong Kong                     | 1:05.92 | Recorde nacional |
| 4                 | 1    | Kotryna Teterevkova | Lituânia                      | 1:06.02 |                  |
| 5                 | 5    | Mona McSharry       | Irlanda                       | 1:06.42 |                  |
| 6                 | 7    | Alina Zmushka       | Atletas Independentes Neutros | 1:06.58 |                  |
| 7                 | 3    | Yang Chang          | China                         | 1:06.75 |                  |
| 8                 | 8    | Sophie Angus        | Canadá                        | 1:07.09 |                  |

Legenda
| Recorde mundial       | Recorde mundial (World record)               |                       | Recorde africano                      | Recorde africano (African) |                                           | Q | Classificado por posição (Qualified) |
| Recorde do campeonato | Recorde do campeonato (Championship record)  | Recorde da América    | Recorde da América (Americas)         | q                          | Classificado por melhor tempo (Qualified) |   |                                      |
| Melhor marca do ano   | Melhor marca do ano (World leading)          | Recorde asiático      | Recorde asiático (Asian)              | DNS                        | Não largou (Did not start)                |   |                                      |
| Recorde nacional      | Recorde nacional (National record)           | Recorde europeu       | Recorde europeu (European)            | DNF                        | Não terminou (Did not finish)             |   |                                      |
| Recorde pessoal       | Recorde pessoal do atleta (Personal best)    | Recorde da Oceania    | Recorde da Oceania (Oceania)          | DSQ / DQ                   | Desclassificado (Disqualified)            |   |                                      |
| Recorde da temporada  | Recorde da temporada do atleta (Season best) | Recorde sul-americano | Recorde sul-americano (South America) | NM                         | Sem marca (No mark)                       |   |                                      |